# Pedro Serrano (écrivain)
Pour les articles homonymes, voir Serrano et Pedro Serrano.
Pedro Serrano, né en 1957 à Montréal, est un écrivain, poète, rédacteur et traducteur canadien d'origine mexicaine.

## Biographie
Né en 1957 à Montréal, Pedro Serrano étudie la littérature hispanique à l'Université nationale autonome du Mexique (UNAM). Il étudie également, à l'Université de Londres, la littérature anglaise et la philosophie,, où il obtient un doctorat en lettres.
En 2000, il publie, en collaboration avec Carlos López Beltrán, une anthologie bilingue de la poésie britannique contemporaine, La generación del cordero. Sa première œuvre traduite aux éditions du Noroît, Ignorance, est perçue comme « une réelle avancée poétique ».
En 2012, il fonde la revue Fractal, pour laquelle il est rédacteur, en plus d'écrire pour d'autres magazines comme critique d'art et de littérature. Il publie également des poèmes dans la revue Liberté. De 2007 à 2018, il est directeur du UNAM Poetry Journal, le journal de l'Université à laquelle il enseigne.
Il assiste à plusieurs événements littéraires, dont la Rencontre québécoise internationale des écrivains (RQIÉ), en 2001. Il participe également, en 2019, à « L'ouvroir poétique » dans le cadre du Festival de la poésie de Montréal, où poèmes et musique s'unissent afin de proposer « une autre écoute du langage poétique ».
Il traduit de l'anglais vers l'espagnol, une activité qui « fait advenir en [lui] un autre poète, inattendu, totalement neuf, aussi réel et légitime que lorsqu['il prend] la plume en [s]on nom ». Sa traduction espagnole de King John a d'ailleurs « été sélectionnée pour faire partie du volume Obras completas de William Shakespeare, publié en Espagne par Mondadori ». Il co-signe également la traduction d'une œuvre du poète irlandais Matthew Sweeney avec Carlos López Beltrán.
Il est membre du Sistema Nacional de Creadores, à Mexico, directeur du Centre International de Traduction Littéraire à Banff ainsi que directeur du Festival de poésie de Chilpancigo depuis 2016,. Depuis 1987, il est professeur au département de lettres anglaises de l'UNAM,,.

## Œuvres

### Poésie
- Ignorance [« Ignorancia »], traduit de l'espagnol par François-Michel Durazzo, Montréal, Éditions du Noroît, 2007, 137 p.  (ISBN 978-2-89018-618-7).
- Tourbe, Bruxelles, Le Cormier, 2008, 72 p.  (ISBN 978-2-930231-57-0).
- Confiance du vent [« Cuentas claras »], traduit de l'espagnol par François-Michel Durazzo, Montréal, Éditions du Noroît, coll. « Résonance », 2014, 78 p.  (ISBN 9782890189119).
  - Paris, Myriam Solal éditeur, 2014, 78 p.  (ISBN 9782910796228).

### Essais
- Pare-chocs : essais d'autodéfense poétique, traduit de l'espagnol par Emmanuelle Tremblay, Montréal, Éditions du Noroît, coll. « Chemins de traverse », 2020, 204 p.  (ISBN 9782897662356).

### Collaborations
- La generación del cordero, avec Carlos López Beltrán, Mexico, Trilce Ediciones, 2000, 937 p.

### Traduction
- Matthew Sweeney, No arroje piedras a este letrero: poemas escogidos = Do Not throw Stones at This Sign, édition bilingue, traduit de l'anglais par  Carlos López Beltrán et  Pedro Serrano, Mexico, Trilce Ediciones, 2002, 144 p.  (ISBN 9789686842319)
- Anna Crowe, Figuras en el paisaje [« Figures in landscape »], traduit de l'anglais, Monterrey, El Oro de los Tigres, 2018, 70 p.

## Prix et honneurs
- 2007 : lauréat de la bourse Guggenheim pour la poésie[1]
- 2016 : lauréat du Prix Antonio Viccaro[1]